# Monique de Bruin
Monique de Bruin (Hoogland, 8 de julho de 1965) é uma desportista neerlandesa que competiu no ciclismo nas modalidades de rota e pista.
Ganhou uma medalha de bronze no Campeonato Mundial de Ciclismo em Pista de 1988, na carreira por pontos.
Em estrada obteve a medalha de prata no Campeonato Mundial de Ciclismo em Estrada de 1991, na contrarrelógio por equipas.

## Medalheiro internacional

### Ciclismo em pista
| Campeonato Mundial | Campeonato Mundial | Campeonato Mundial | Campeonato Mundial |
| Ano                | Lugar              | Medalha            | Competição         |
| ------------------ | ------------------ | ------------------ | ------------------ |
| 1988               | Gante ( Bélgica)   | Medalha de bronze  | Pontuação          |

### Ciclismo em estrada
| Campeonato Mundial | Campeonato Mundial    | Campeonato Mundial | Campeonato Mundial         |
| Ano                | Lugar                 | Medalha            | Competição                 |
| ------------------ | --------------------- | ------------------ | -------------------------- |
| 1991               | Stuttgart ( Alemanha) | Medalha de prata   | Contrarrelógio por equipas |